# تاریخ جدید قرون وسطای کمبریج
تاریخ جدید قرون وسطی کمبریج (انگلیسی: The New Cambridge Medieval History) کتابی است در رابطه با تاریخ قرون وسطی، از ۵۰۰ تا ۱۵۰۰ میلادی، که در ۷ جلد توسط انتشارات دانشگاه کمبریج در فاصله سال‌های ۱۹۹۵–۲۰۰۵ منتشر شده‌است. این مجموعه جایگزین مجموعه قبلی تاریخ قرون وسطی شد که در فاصله سال‌های ۱۹۱۱ تا ۱۹۳۶ منتشر یافته بود.

## جلدها
- Volume 1, c.500–c.700. Edited by Paul Fouracre. 2005.
- Volume 2, c.700–c.900. Edited by Rosamond McKitterick. 1995.
- Volume 3, c.900–c.1024. Edited by Timothy Reuter. 1999.
- Volume 4, c.1024–c.1198, Part 1. Edited by David Luscombe, Jonathan Riley-Smith(⎘ جاناتان ریلی-اسمیت). 2004.
- Volume 4, c.1024–c.1198, Part 2. Edited by David Luscombe, Jonathan Riley-Smith. 2004.
- Volume 5, c.1198–c.1300. Edited by David Abulafia. 1999.
- Volume 6, c.1300–c.1415. Edited by Michael Jones. 2000.
- Volume 7, c.1415–c.1500. Edited by Christopher Allmand. 1998.